# (2162) Anhui
Anhui és l'asteroide número 2162. Va ser descobert per l'Observatori de la Muntanya Porpra de Nankín (Xina), el 30 de gener de 1966. La seva designació alternativa és 1966 BE.